# Prodigio (cómic)
Prodigio (David Alleyne) es un superhéroe que aparece en los cómics estadounidenses publicados por Marvel Comics. Creado por Nunzio DeFilippis, Christina Weir y Keron Grant, el personaje apareció por primera vez en New Mutants (vol. 2) #4 (octubre de 2003).Prodigio es un ex estudiante del Instituto Xavier. El personaje también ha sido miembro de X-Factor, New X-Men y Jóvenes Vengadores en varios puntos de su historia.Prodigio es uno de los personajes principales del segundo volumen de NYX en julio de 2024, donde ahora es profesor en la Universidad Empire State (UES).

## Historial de publicaciones
David Alleyne / Prodigio debutó en New Mutants (vol. 2) #4 (octubre de 2003), creado por los escritores Nunzio DeFilippis y Christina Weir, y el artista Keron Grant. Apareció nuevamente en la serie America de 2017,y luego en la serie X-Factor de 2020, confirmando su relación con Veloz,continuó en la serie antológica Marvel's Voices: Pride de 2021,y la serie antológica Marvel's Voices Infinity Comic de 2022.
En abril de 2024, se anunció que Prodigy tendría un papel protagónico en NYX (vol. 2), cuyo lanzamiento está previsto para julio de 2024 como parte del relanzamiento de "X-Men: From the Ashes". Está escrito por Collin Kelly y Jackson Lanzing con arte de Francesco Mortarino. La nueva serie en curso se centra en Prodigy y varios otros jóvenes adultos mutantes (Kamala Khan, Laura Kinney, Sophie Cuckoo y Anole) que intentan adaptarse a la vida en la ciudad de Nueva York en la post-era Krakoan, cuando los mutantes son odiados y temidos aún más debido a las acciones de Orchis.

## Biografía ficticia del personaje

### Primeros años e Instituto Xavier
David Alleyne es un muchacho inteligente que descubre, al convertirse en un adolescente, que las respuestas a sus exámenes y tareas comienzan a aparecer en su cabeza cada vez que está en la misma habitación que sus maestros. Se da cuenta de que es un mutante con la capacidad de saber todo lo que las personas cercanas saben. Queriendo retener estos conocimientos David se ve impulsado a estudiar a un nivel más difícil. Estudiará cursos de nivel universitario mientras termina la escuela secundaria y deja caer frases sutiles a su familia acerca de sus poderes pero ellos no se dan cuenta de que es un mutante hasta que un grupo del campus antimutante le delata. Al darse cuenta de que ya no puede ser un mutante en secreto, David acepta una invitación de Danielle Moonstar para asistir al Instituto Xavier de Aprendizaje Superior. Sus padres y su hermana dan su apoyo a esta decisión.
En la escuela se hace amigo de Danza del Viento,  Alhelí y  Ruina. Son atacados por unos atracadores y después Dani hace a David compañero de habitación con uno de estos atracadores,  Josh Foley. La táctica funciona y David pronto llega a considerar a Josh como un hermano pequeño. Junto con sus otros amigos en el Instituto, llevan a este a la mutante sin hogar  Tensión, que tendrá un interés inmediato hacia él.
David, Elixir, Tensión, Danza del Viento, Alhelí y Ruina son asignados al escuadrón de estudiantes de Dani llamado "Nuevos Mutantes" y a David se le da el nombre en clave de Prodigio. No gustándole la idea de que está siendo preparado para ser un X-Man, David se niega a ser el líder del equipo dejando el puesto a Danza del Viento. Sin embargo esta pierde rápidamente la fe en su capacidad para liderarlo. Ellos se comprometerán a convertirse en colíderes del equipo. Prodigio descubre más tarde que sus bloqueos mentales pueden ser borrados lo que le permite retener permanentemente el conocimiento que absorbe, pero primero experimenta una ilusión telepática creado por Dani y Emma Frost de un posible futuro sobre la base de esa decisión. En ella David sobresale por obtener el conocimiento de las personas e intelectuales más importantes en el mundo llevando casi a una utopía al mundo, a través del genocidio y el asesinato de sus amigos y los X-Men. La ilusión termina con Tensión, su esposa, sobrecargando sus poderes y matando a los dos con la intención de detenerlo. Al ver la ilusión rechaza quitar sus bloqueos mentales y empieza a evitar a Noriko. Sin embargo, más tarde se enfrenta a él afirmando que lo que veía era sólo una ilusión de sus peores temores y David comienza una relación sentimental con ella.

### Pérdida de poderes y los X-Men
En la historia "Diezmados" tras los acontecimientos de Dinastía de M, David es uno de los muchos mutantes que pierde sus poderes debido a la Bruja Escarlata. Planeando irse de la escuela, David revela que él construyó, antes de que perdiera sus poderes, una "Cueva Peligro" para reemplazar la destruida Sala de Peligro. El lugar permite a sus compañeros de equipo entrenar reviviendo antiguas misiones de los X-Men. Sus padres y  Cíclope deciden que sería más seguro para Prodigio permanecer en la mansión al estar William Stryker amenazando a los mutantes sin poderes. Cuando Stryker ataca la mansión, David salva a las Stepford Cuckoos y es herido por uno de los Purificadores. Se une más tarde a los Nuevos X-Men cuando salen a luchar contra el Centinela cazamutantes del futuro, Nimrod. David resulta útil al equipo cuando el robot ataca con la artillería pesada. Después de regresar a la mansión, se le invita a unirse con su novia Tensión en el funcionamiento del escuadrón de los Nuevos X-Men, dándoles libertad para agregar más miembros a su antojo.
En la historia "Búsqueda de Magik", el demonio Belasco detecta la presencia de  Magik debido a su reactivación temporal durante la realidad de Dinastía de M, pero no la puede localizar y fracasa al intentar revivirla con magia (en lugar de crear la oscuridad, crea una Illyana sin alma llamada Darkchilde, a quien él destierra con disgusto). Sintiendo su presencia en los estudiantes del Instituto debido a su implicación con ella en la realidad "Dinastía de M", el incapacita a los X-Men y los lleva al Limbo, entre ellos está David, cuya miopía fue curada por Josh usando su experiencia médica recién adquirida. Belasco interroga a David acerca de su paradero pero ninguno de los estudiantes recuerdan la realidad alternativa, él está confuso y le dice que ella todavía está muerta. Enfurecido, Belasco mata a David arrancándole su corazón. Algunos de los estudiantes se liberan y atacan al demonio mientras Josh se las arregla para regenerar de inmediato su corazón con sus poderes y le devuelve a la vida. Mientras los estudiantes luchan contra Belasco, Prodigio se da cuenta de que su punto débil es la telepatía pues ha puesto unos cascos especiales para bloquear los poderes telepáticos a los Cucos de Stepford y a Martha Johansson. David dirige a X-23 para liberar a los Cucos que lanzan un ataque telepático contra el demonio. Aunque inicialmente tiene éxito, los cucos son forzados a salir de la mente de Belasco, pero es derrotado en última instancia por  Hada y Magik. Los estudiantes más tarde regresan a la Tierra gracias a Illyana cuando sella todas las entradas al Limbo.

### Recuperación de poderes y habilidades
La relación entre Prodigio y Tensión llegará a su fin poco después. Aprendiendo de la experiencia cercana a la muerte de David en el Limbo, Noriko teme por su seguridad e intenta obligarlo a irse de la escuela besando a  Julian delante de él. David se prepara para irse, pero se enfrenta a los Cucos que se ofrecen para eliminar sus bloqueos mentales y para restaurar todos los conocimientos y habilidades que él absorbió cuando tenía sus poderes en agradecimiento por salvarlas durante el ataque de Stryker. A pesar de que ya no puede absorber el conocimiento de otras personas ahora posee los conocimientos y habilidades colectivas de todas las personas que absorbió antes de la aparición del Día M, incluyendo una vasta experiencia médica y tecnológica de  Bestia y las habilidades de combate de élite de varios de los X-Men. Usando las artes marciales Krav Magá adquiridas de  Lobezno y Kitty Pride, mostrará sus actitudes recién descubiertas superando a Infernal en combate, plenamente consciente de que el beso había sido una estratagema. A continuación, rompe con Nori y es designado como instructor sustituyendo a Cíclope.
En el crossover X-Men: Complejo de Mesías, los X-Men, los  Merodeadores, Depredador X, incluso los Purificadores anti-mutantes corren para hacerse con el  primer niño mutante nacido desde el Día M, que fue secuestrado de su ciudad natal. Pensando que los Purificadores quizás puedan tener el bebé, Tensión conduce a los Nuevos X-Men en una misión contra su base para recuperar al recién nacido. Prodigio rechaza participar y se queda en la escuela al ver que la misión es en gran medida más una venganza contra los Purificadores por sus compañeros asesinados que una búsqueda real del bebé. Mientras los X-Men están lejos en su misión la escuela es atacada por Centinelas O * N * E controlados por nano-bots de Cassandra Nova. David ayudará a Bestia en la enfermería en la estabilización de los estudiantes y profesores con lesiones graves. Más tarde repara Cerebro con los Cucos que le confiesan que encuentran fascinante la estructura de su cerebro.

### Destino manifiesto & Utopía
Después de los acontecimientos de Complejo de Mesías, los X-Men se separan y se reúnen más tarde en  San Francisco. Prodigio se traslada con los ellos para ayudar a Bestia en la creación de Cerebro. Él continúa trabajando con los X-Men, y aunque ya no está en ningún equipo activo pone en marcha la nueva Sala de Peligro y los ayuda durante la  invasión Skrull y la toma de control de San Francisco por parte de Norman Osborn y sus X-Men Oscuros así como se une al resto de mutantes en la isla Mutante de Utopía donde ayuda a Cíclope a mantenerla a salvo. Más tarde aparece en el campo ayudando a Infernal y Tensión a negociar con el resucitado Rusty Collins.

### Advenimiento
Cíclope deja a David a cargo de la vigilancia de los recursos de la isla después de un aluvión de ataques de  Bastión. Él y Bestia acceden a una cúpula colocada sobre Utopía y San Francisco y llegan a la conclusión de que la cúpula es capaz de enviar a cientos de miles de Nimrod para matar a los X-Men y demás mutantes lo que le hace venirse abajo emocionalmente.

### Cisma & Regénesis
Cuando un Centinela gigante ataca Utopía, Prodigio se une a la lucha junto con los otros estudiantes para ayudar a destruirlo. Cuando Lobezno decide abandonar la isla y volver a Westchester para volver a abrir la escuela, David es uno de los X-Men más jóvenes que optan por quedarse en Utopía.

### Jóvenes Vengadores
Amargado y desilusionado por la manipulación de Cíclope, David más tarde se va a trabajar a un centro de llamadas de superhumanos, donde utiliza sus conocimientos para ayudar a la gente a resolver sus crisis superhumanas. Mientras trabaja allí, conoce y se hace amigo de Tommy Shepherd, el antiguo  Joven Vengador Veloz. Los dos trabajan juntos en una misión de vigilancia para atrapar a un ladrón vestido como  Patriota pero el plan sale mal cuando el criminal hace desaparecer el cuerpo de Tommy y luego se desvanece. Se une a los Jóvenes Vengadores para ayudarles a encontrar a Veloz y mientras están abandonados en otra dimensión con Hulkling, él le da un beso. En el número #9 revela que es  bisexual.Después de que el villano principal del Vol fue eliminado, estaba hablando con Patri-not y se le ocurrió una teoría de que se convertirá en Patri-not en el futuro. Durante esto, besa accidentalmente a la entidad, lo que permite que Tommy reaparezca. Su relación se retoma más tarde en Lords Of Empyre: Emperor Hulkling, donde aparentemente están juntos.
Prodigio aparece en los cinco números de la serie limitada "Pecados Originales". Marvel Boy, David y Hulkling se ven involucrados en los planes de la capilla para desviar el conocimiento cósmico poniendo en peligro a personas inocentes. Hay múltiples traiciones y vueltas atrás hasta que los héroes son convencidos de que los conocimientos que están volviendo locos a los civiles podrían ser buenos convertidos en datos que ayuden a toda la humanidad.
Más tarde se muestra que Prodigio hace una audición para ser el experto en seguridad en las nuevas Industrias Stark, aunque pierde el trabajo ante Ant-Man.
Prodigio se inscribe en la extradimensional Universidad Sotomayor.El desarrolla una estrecha amistad con la superheroína América Chávez. El ayuda a proteger la universidad de múltiples amenazas, externas e internas. Prodigio hace sus propios amigos, como con la fraternidad Sotomayor llamada 'Los Betas' y un grupo externo de aliados conocidos extraoficialmente como los 'Guerrilleros Chávez'.

### Amanecer de X
Después de recuperar sus poderes a través de los protocolos de resurrección de Krakoa, Prodigio se une a un nuevo equipo X-Factor para investigar muertes sospechosas de mutantes antes de que dichos protocolos de resurrección puedan utilizarse en ellos.Él y Forja participan en una carrera automovilística con tecnología orgánica Krakoan.El también consuela a Wolfsbane (Rahne Sinclair) sobre la imposibilidad de resucitar a su hijo medio dios con el asgardiano Hrimhari.El también hace cameos con otros mutantes (Frenzy, Tormenta, Bling y Nezhno) defendiendo a Wakanda contra una invasión.
En el one-shot Lords of Empyre: Emperor Hulkling, escrito por Chip Zdarsky y el autor queer Anthony Oliveira,en torno a Empyre, el evento crossover de Marvel del verano de 2020, Oliveira trae a Prodigio y Veloz al canon como una pareja abierta,bebiendo con Hulkling, quien afirma que "siempre toman exactamente un trago y medio y comienzan a besarse".

### De las cenizas
Prodigio luego se convierte en profesor en la Universidad Empire State (UES), con Kamala Khan y Sophie Cuckoo como estudiantes en su clase "Exámenes de la diáspora post-Krakoan".Sophie comenta que Prodigio es el profesor más joven en la historia de la universidad y en camino a la titularidad.

## Poderes y habilidades
Prodigy inicialmente tiene la habilidad  telepática para absorber e imitar los conocimientos y habilidades de las mentes de las personas cercanas a él. Un efecto secundario de sus poderes son bloqueos mentales autoimpuestos, lo que le impide retener el conocimiento que absorbe y olvida todo lo que ha aprendido después de un corto período de tiempo. El poder es completamente involuntario y absorbe el conocimiento sólo estudiado, no los pensamientos, la información a corto plazo o la conciencia.
Desde que perdió sus poderes mantiene un alto intelecto debido a su extenso estudio antes de ir al Instituto Xavier. Él crea una Cueva Peligro, una sala de formación para el resto de sus compañeros y muestra un amplio conocimiento de las últimas misiones de los X-Men. Cuando los bloqueos mentales en su mente se eliminan por los Cucos de Stepford, David recupera el acceso a todas las habilidades y conocimientos que absorbió cuando todavía era un mutante. Puede recordar las habilidades de lucha y el conocimiento científico de muchos de los X-Men, incluyendo el conocimiento médico de Bestia, la experiencia del Profesor Xavier y Forja en varias materias, las artes marciales de Kitty Pryde y Lobezno, etc.
Junto con su inteligencia, Prodigio ha mostrado gran capacidad como líder. Tanto Cíclope y Danielle Moonstar han reconocido sus habilidades de liderazgo.

## Otras versiones

### Dinastía de M
En el universo de Dinastía de M, David fue una vez más un miembro de los Nuevos Mutantes. Estos eran un grupo de jóvenes mutantes entrenados para ser diplomáticos y David se graduó con honores. Actúa una vez más como su líder (aunque en este caso no es tan oficial). Los lidera en un intento de salvar al padre de Nori. Aunque en un principio entra en conflicto con el grupo rival, los Infernales, los dos grupos se unirán después de conocer las torturas a los seres humanos. David, junto con el resto de los supervivientes de los Nuevos Mutantes y los Infernales tendrán su último enfrentamiento con Fuego Solar y su ejército.

### Demasiada información
En la historia de los Nuevos X-Men "Demasiada Información", David le pregunta a Emma Frost y Danielle Moonstar como eliminar los bloqueos mentales intentando mantener el conocimiento que absorbe. Sin saberlo David en ese momento, una ilusión creada por Dani y reforzada por las capacidades telepáticas de Emma le muestra lo que podría suceder si se eliminaran esos bloqueos.
En la ilusión, David supera rápidamente a todos los profesores en la escuela, mantiene permanentemente retenido todo el conocimiento que poseían. Deja el instituto, diciéndole a Josh Foley (Elixir) que iba a usar su poder sanador para curar toda enfermedad conocida por la humanidad de forma gratuita. Tres meses más tarde, David ha obtenido el conocimiento de Stephen Hawking, Tony Stark, Henry Kissinger y muchos otros prominentes genios simplemente pasando cerca de ellos. Se anuncia en una conferencia de prensa que tiene la cura para el SIDA, el cáncer y cualquier otra enfermedad conocida. Se tiene previsto distribuir esta cura a través de todo el país en cuestión de semanas. Sin embargo estos remedios tienen un precio elevado y es que Josh murió durante el procedimiento médico que arrancaba el tejido de su cuerpo necesario para las curas. David llora a su amigo pero está convencido de que su sacrificio era algo justo.
Dieciocho años más tarde, David se ha casado con su excompañera de equipo Noriko, fue elegido Presidente de los Estados Unidos, ha erradicado la pobreza, el desempleo y la discriminación contra los mutantes y casi se ha creado un gobierno de carácter mundial. El único impedimento importante es China que tiene planes de bombardear mediante la teletransportación. Noriko comparte en secreto esta información con los X-Men con la esperanza de que puedan prevenir un genocidio en masa. Sin embargo, antes de que puedan actuar, David los envía a una falsa misión para investigar un satélite que luego hace estallar matándolos. Buscando un chivo expiatorio conveniente, él declara que los prohibidos Infernales son una amenaza terrorista y los culpa de matar a los X-Men. Estos y unos renovados Nuevos Mutantes unen sus fuerzas cuando muchos de los oscuros secretos del ascenso de David al poder salen a la luz. Los grupos combinados (Infernal,  Mercurio,  Tag,  Alud, Ruina, Danza del Viento,  Ícaro, Tensión y Alhelí) organizan un asalto a la Casa Blanca, pero las fuerzas de seguridad de Prodigio (agentes de XSE, Bishop,  Tormenta, y Ángel Salvadore) matan a la mayoría de los héroes. Al final, Noriko se enfrenta a David en el Despacho Oval, utiliza sus poderes para destruir la Casa Blanca y todo lo que había en ella.
A pesar de ser una ilusión, tuvo un efecto permanente en la forma en que verá sus poderes.

### X-Men: El Final
Prodigio aparece brevemente en X-Men: El Final, como un agente de la XSE junto a Iceman, interrogando a Sage. David absorbe toda la información que ella sabe y queda profundamente preocupada con lo que él pueda saber. Cuando se junte con Valerie Cooper revelará que es una impostora. Ella responderá transformándose en una skrull y matándolo poco después.